# Шуліка чорноплечий
Шуліка чорноплечий (Elanus caeruleus) — хижий птах родини яструбових.

## Поширення
Мешкає у відкритих ландшафтах, саванах і рідколіссі Африки, Індії і Південно-Східної Азії, а також на півдні Іспанії. Веде осілий спосіб життя.

## Опис
Розмах крил приблизно 75 см. Загальна довжина 28-35 см, маса 230—250 грам. Особливостями морфології цього виду є блакитно-сиза спина і червоні очі, які особливо помітні, коли він ширяє в повітрі.

## Галерея

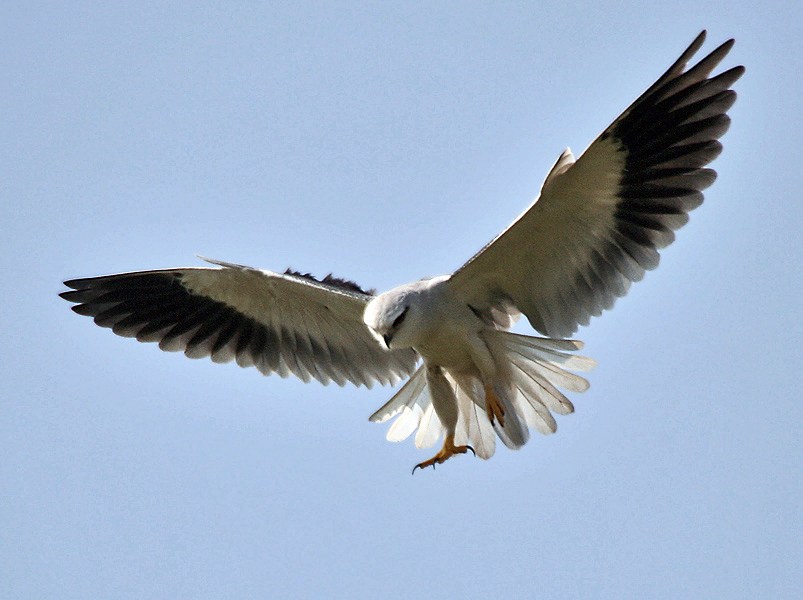
В повітрі над Хайдарабадом (Індія)
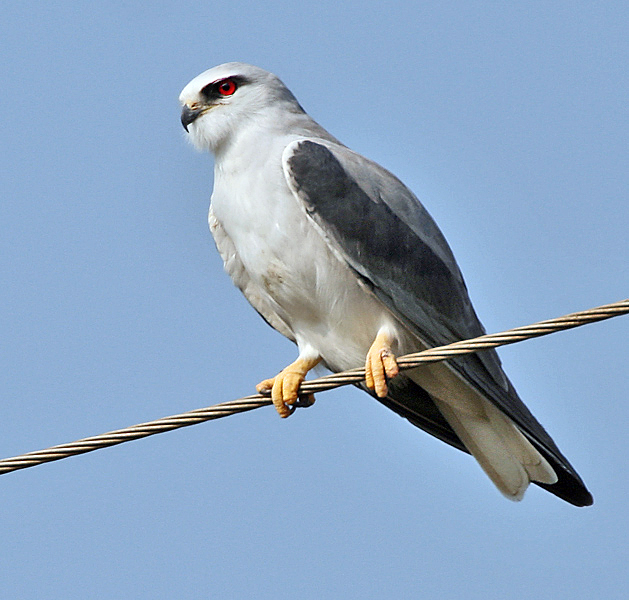
У заповіднику Kawal, Андхра-Прадеш (Індія)
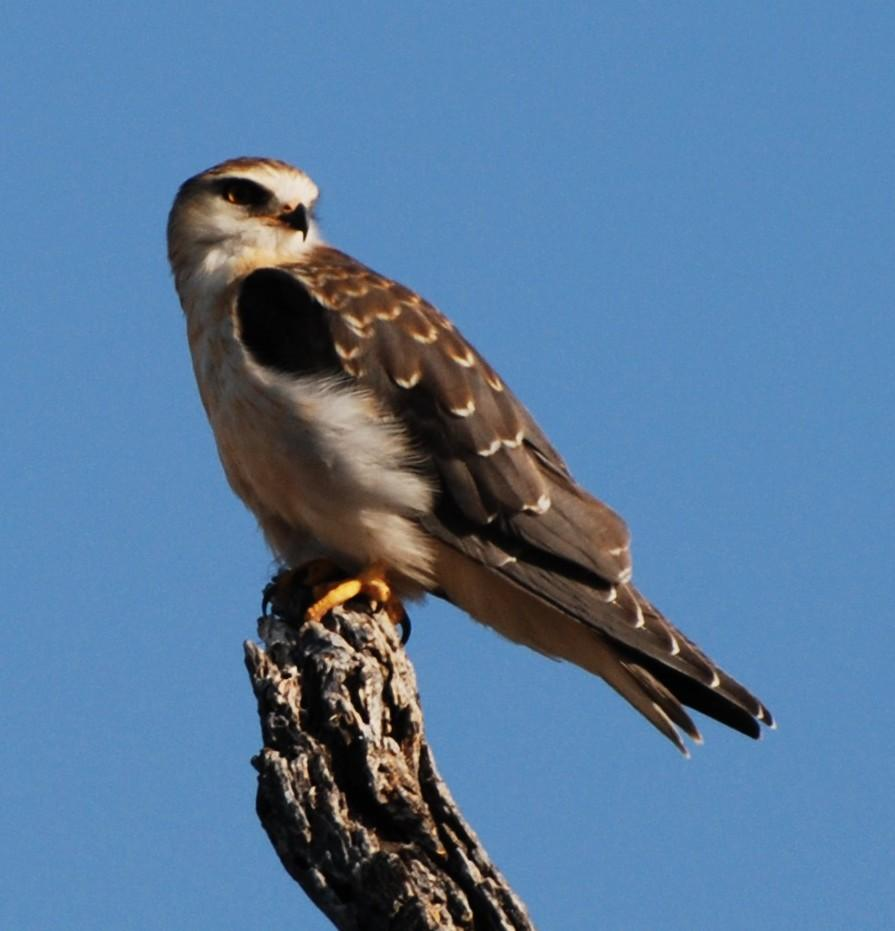
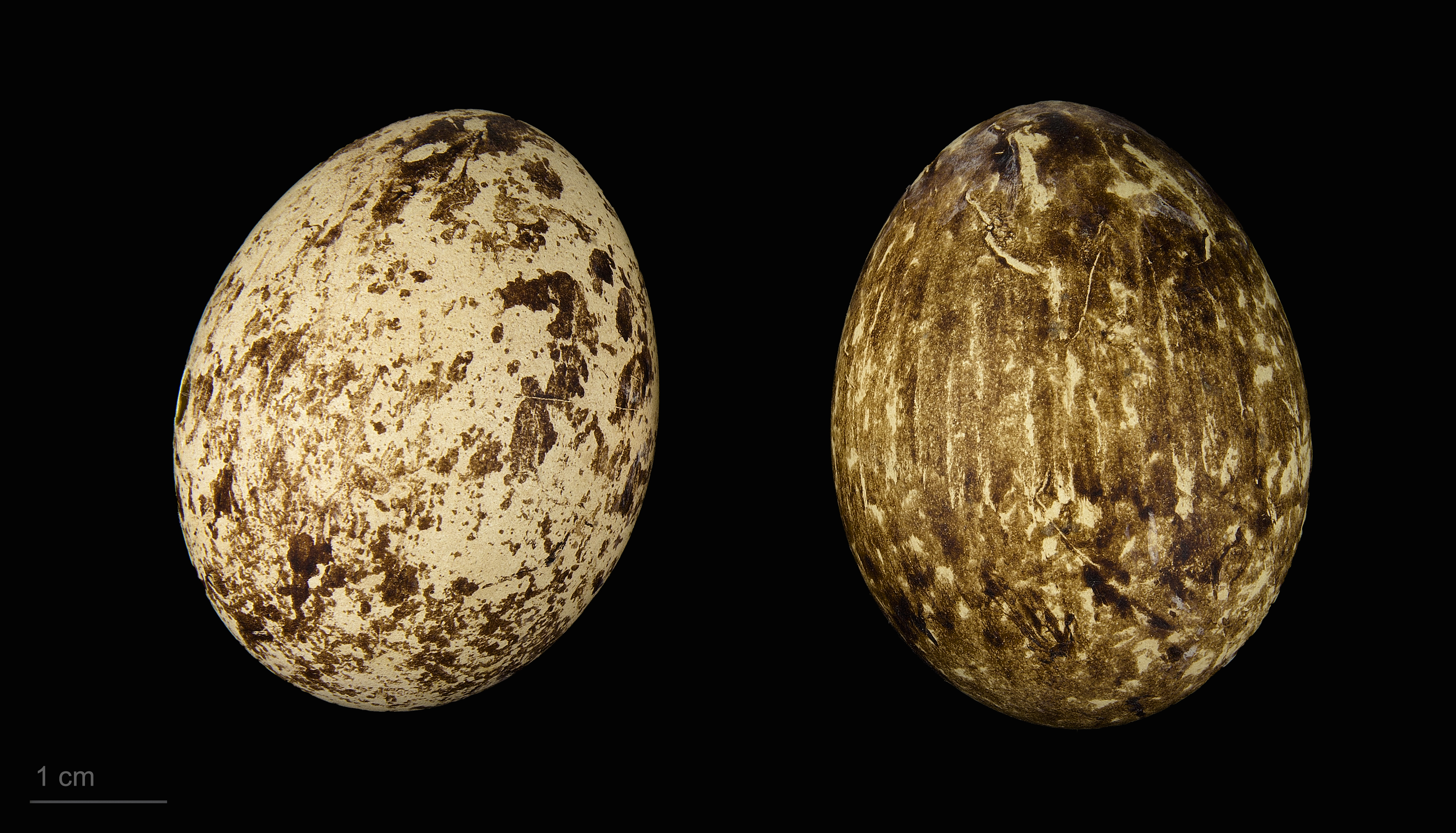
яйце Elanus caeruleus -  Тулузький музей